# Associazione Calcio Legnano 1968-1969
Questa voce raccoglie le informazioni riguardanti l'Associazione Calcio Legnano nelle competizioni ufficiali della stagione 1968-1969.

## Stagione

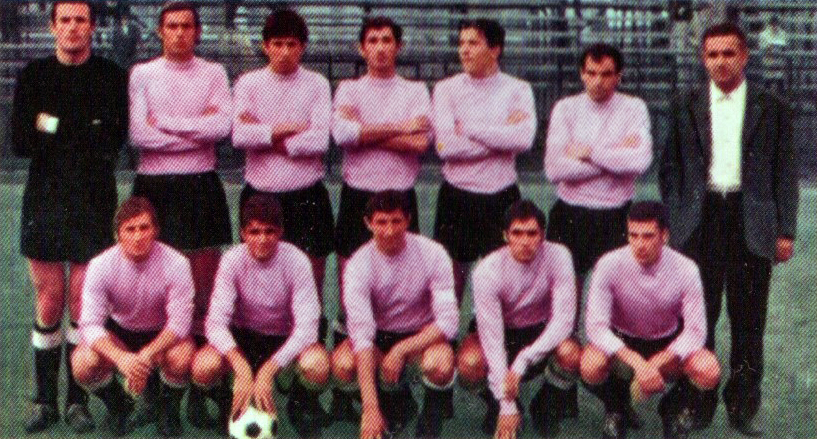
Una formazione del Legnano nella stagione 1968-1969

Roberto Melgrati, al Legnano dal 1966 al 1970

Dopo i deludenti risultati delle stagioni precedenti, il presidente Augusto Terreni decide di mettere mano all'organico. Innanzitutto sostituisce l'allenatore: Sergio Realini prende il posto di Carlo Facchini. Per quanto riguarda il calciomercato, vengono acquistati il portiere Loris Cugola, il difensore Oscar Lesca, il centrocampista Gianni Marella e gli attaccanti Fernando Gorrino, Vincenzo Proietti Farinelli, Nerio Ulivieri e Domenico Gerosa. Lasciano il Legnano il difensore Antonio Colombo, il centrocampista Lorenzo Piacentini e l'attaccante Mario Tomy. Sul fronte delle defezioni, c'è anche quella del centrocampista Giuseppe Marchioro, che si ritira dal calcio giocato.
Nella stagione 1968-1969 il Legnano disputa il girone A della Serie C, chiudendolo a metà classifica, al 10º posto con 38 punti, a 17 lunghezze dal Piacenza capolista ed a 6 punti dalla zona retrocessione. Il risultato mediocre è anche causato dall'iniziale debolezza della difesa, che causa una lunga serie di risultati altalenanti nel girone di andata. Dopo il derby di ritorno con la Pro Patria, giocato alla 24ª giornata e pareggiato per 0 a 0, il presidente Augusto Terreni esonera Sergio Realini affidando la panchina lilla a Luciano Sassi, già allenatore delle giovanili del Legnano. Con il cambio di guardia della guida tecnica la difesa migliora a fronte, però, di un peggioramento della prolificità degli attaccanti lilla. Ciò causa una scarsità di risultati positivi, che viene confermata per tutto il girone di ritorno.

## Divise
| Casa |

## Organigramma societario
Area direttiva
- Presidente: Augusto Terreni

Area tecnica
- Allenatore: Sergio Realini, poi Luciano Sassi

## Rosa
| N. |                   | Ruolo | Calciatore              |
| -- | ----------------- | ----- | ----------------------- |
|    | Italia (bandiera) | A     | Angelo Cappellazzo      |
|    | Italia (bandiera) | P     | Pier Angelo Castellazzi |
|    | Italia (bandiera) | D     | Doriano Crocco          |
|    | Italia (bandiera) | P     | Loris Cugola            |
|    | Italia (bandiera) | P     | Bruno Fornasaro         |
|    | Italia (bandiera) | A     | Domenico Gerosa         |
|    | Italia (bandiera) | A     | Fernando Gorrino        |
|    | Italia (bandiera) | C     | Natale Lamera           |
|    | Italia (bandiera) | D     | Oscar Lesca             |

| N. |                   | Ruolo | Calciatore                  |
| -- | ----------------- | ----- | --------------------------- |
|    | Italia (bandiera) | C     | Francesco Malvestiti        |
|    | Italia (bandiera) | C     | Gianni Marella              |
|    | Italia (bandiera) | D     | Roberto Melgrati            |
|    | Italia (bandiera) | C     | Giancarlo Mongitore         |
|    | Italia (bandiera) | A     | Vincenzo Proietti Farinelli |
|    | Italia (bandiera) | D     | Riccardo Talarini           |
|    | Italia (bandiera) | C     | Marcello Turri              |
|    | Italia (bandiera) | A     | Nerio Ulivieri              |

## Risultati

### Girone di andata
| Arbitro: | Ferrari (Rovereto) |

|                                    |           |  |
| Ulivieri 5’, 13’, 44’ Proietti 78’ | Marcatori |  |

| Arbitro: | Trilli (Matera) |

|              |           |  |
| Costanzo 65’ | Marcatori |  |

| Arbitro: | Lupi (Genova) |

|                               |           |                    |
| Colombo 12’ (aut.) Gerosa 31’ | Marcatori | 53’ Tomy 72’ Villa |

| Arbitro: | Marchetti (Vicenza) |

|                     |           |  |
| Mola 69’ Stevan 74’ | Marcatori |  |

| Arbitro: | Boscolo (Venezia) |

|  |           |             |
|  | Marcatori | 8’ Ceccotti |

| Arbitro: | Andreoli (Padova) |

|            |           |                   |
| Medeot 78’ | Marcatori | 12’, 26’ Ulivieri |

| Arbitro: | Chiapponi (Livorno) |

|              |           |           |
| Ulivieri 19’ | Marcatori | 26’ Longo |

| Arbitro: | Magnani (Firenze) |

|                                               |           |  |
| Blasig 26’ (rig.) Caporale 57’ Mantellato 83’ | Marcatori |  |

| Arbitro: | Beccaria (Lecco) |

|                         |           |  |
| Marella 42’, 78’ (rig.) | Marcatori |  |

| Arbitro: | Stagnoli (Bologna) |

|             |           |                   |
| Filippi 38’ | Marcatori | 18’, 61’ Ulivieri |

| Arbitro: | Lenardon (Siena) |

|                        |           |               |
| Cappellazzo 53’ (rig.) | Marcatori | 56’ Dal Monte |

| Arbitro: | Campanini (Finale Emilia) |

|          |           |            |
| Gini 30’ | Marcatori | 2’ Marella |

| Arbitro: | Crista (Livorno) |

|                     |           |                      |
| Ulivieri 89’ (rig.) | Marcatori | 28’, 74’ Magistrelli |

| Cremona 15 dicembre 1968 14ª giornata | Cremonese           | 0 – 0 | Legnano | \| Arbitro: \| Lo Cascio (Palermo) \| |
| Arbitro:                              | Lo Cascio (Palermo) |       |         |                                       |

| Trieste 22 dicembre 1968 15ª giornata | Triestina       | 0 – 0 | Legnano | Stadio Giuseppe Grezar\| Arbitro: \| Ghetti (Modena) \| |
| Arbitro:                              | Ghetti (Modena) |       |         |                                                         |

| Arbitro: | Andreoli (Padova) |

|                |           |  |
| Pez 74’ (aut.) | Marcatori |  |

| Arbitro: | Lattanzi (Roma) |

|                     |           |                 |
| Melgrati 53’ (aut.) | Marcatori | 84’ Cappellazzo |

| Arbitro: | Minozzi (Monfalcone) |

|            |           |                    |
| Gerosa 37’ | Marcatori | 14’ Coli 53’ Magri |

| Arbitro: | Martinelli (Catanzaro) |

|                           |           |  |
| Grossi 78’ Bellinazzi 81’ | Marcatori |  |

### Girone di ritorno
| Arbitro: | Stagnoli (Bologna) |

|                         |           |             |
| Pandolfi 18’ Pitton 23’ | Marcatori | 12’ Marella |

| Arbitro: | Trilli (Matera) |

|              |           |  |
| Melgrati 67’ | Marcatori |  |

| Arbitro: | Campanini (Finale Emilia) |

|                                                                 |           |                |
| Tomy 6’, 74’ (rig.) Corbellini 47’ Lojacono 58’ (rig.) Dori 65’ | Marcatori | 77’ Malvestiti |

| Arbitro: | Fuschi (Pescara) |

|            |           |                   |
| Gerosa 71’ | Marcatori | 87’ (rig.) Favari |

| Busto Arsizio 2 marzo 1969 24ª giornata | Pro Patria         | 0 – 0 | Legnano | Stadio Comunale\| Arbitro: \| Pesciarelli (Roma) \| |
| Arbitro:                                | Pesciarelli (Roma) |       |         |                                                     |

| Arbitro: | Ricci (Ancona) |

|              |           |  |
| Proietti 54’ | Marcatori |  |

| Arbitro: | Lavetti (Bergamo) |

|                                      |           |              |
| Del Barba 13’ Rampanti 77’ Longo 85’ | Marcatori | 90’ Talarini |

| Legnano 23 marzo 1969 27ª giornata | Legnano        | 0 – 0 | Udinese | Stadio Comunale\| Arbitro: \| Pilotto (Roma) \| |
| Arbitro:                           | Pilotto (Roma) |       |         |                                                 |

| Treviglio 30 marzo 1969 28ª giornata | Trevigliese          | 0 – 0 | Legnano | Stadio Mario Zanconti\| Arbitro: \| Busalacchi (Palermo) \| |
| Arbitro:                             | Busalacchi (Palermo) |       |         |                                                             |

| Arbitro: | Lattanzi (Roma) |

|                         |           |               |
| Gerosa 63’ Ulivieri 70’ | Marcatori | 21’ Fumagalli |

| Savona 20 aprile 1969 30ª giornata | Savona         | 0 – 0 | Legnano | Stadio Valerio Bacigalupo\| Arbitro: \| Cimma (Biella) \| |
| Arbitro:                           | Cimma (Biella) |       |         |                                                           |

| Arbitro: | Ghetti (Modena) |

|                    |           |  |
| Marella 90’ (rig.) | Marcatori |  |

| Treviso 11 maggio 1969 32ª giornata | Treviso            | 0 – 0 | Legnano | Stadio Omobono Tenni\| Arbitro: \| Sgherri (Grosseto) \| |
| Arbitro:                            | Sgherri (Grosseto) |       |         |                                                          |

| Arbitro: | Vannucchi (Bologna) |

|           |           |  |
| Lesca 67’ | Marcatori |  |

| Legnano 25 maggio 1969 34ª giornata | Legnano        | 0 – 0 | Triestina | Stadio Comunale\| Arbitro: \| Frasso (Capua) \| |
| Arbitro:                            | Frasso (Capua) |       |           |                                                 |

| Rapallo 1º giugno 1969 35ª giornata | Rapallo           | 0 – 0 | Legnano | Stadio Umberto Macera\| Arbitro: \| Andreoli (Padova) \| |
| Arbitro:                            | Andreoli (Padova) |       |         |                                                          |

| Arbitro: | Ciacci (Firenze) |

|                                    |           |  |
| Marella 54’ (rig.) Cappellazzo 64’ | Marcatori |  |

| Arbitro: | Ciulli (Roma) |

|                           |           |  |
| Coppetti 64’ Pasquina 66’ | Marcatori |  |

| Legnano 22 giugno 1969 38ª giornata | Legnano          | 0 – 0 | Venezia | Stadio Comunale\| Arbitro: \| Lenardon (Siena) \| |
| Arbitro:                            | Lenardon (Siena) |       |         |                                                   |

## Statistiche

### Statistiche di squadra
| Competizione | Punti | Totale | Totale | Totale | Totale | Totale | Totale | DR |
| Competizione | Punti | G      | V      | N      | P      | Gf     | Gs     | DR |
| ------------ | ----- | ------ | ------ | ------ | ------ | ------ | ------ | -- |
| Serie C      | 38    | 38     | 11     | 16     | 11     | 31     | 35     | -4 |

### Statistiche dei giocatori
| Giocatore             | Serie C  | Serie C |
| Giocatore             | Presenze | Reti    |
| --------------------- | -------- | ------- |
| A. Cappellazzo        | 37       | 3       |
| P. Castellazzi        | 24       | 0       |
| D. Crocco             | 19       | 0       |
| D. Cugola             | 7        | 0       |
| B. Fornasaro          | 7        | 0       |
| D. Gerosa             | 30       | 4       |
| F. Gorrino            | 10       | 0       |
| S. Lamera             | 36       | 0       |
| O. Lesca              | 35       | 1       |
| F. Malvestiti         | 29       | 1       |
| G. Marella            | 34       | 6       |
| R. Melgrati           | 38       | 1       |
| G. Mongitore          | 3        | 0       |
| V. Proietti Farinelli | 35       | 2       |
| R. Talarini           | 25       | 1       |
| M. Turri              | 20       | 0       |
| N. Ulivieri           | 26       | 10      |